# 納富沙弥香
納富 沙弥香（のうとみ さやか）は、日本のタレント、音楽家。

## 略歴
10年間の海上自衛隊音楽隊での勤務を経てタレントに転身（所属事務所：オフィスノアール）。
J:COMテレビの「ぐるっとJ:COM探検隊」にMC・レポーターとしてレギュラー出演した。
Danny Sky INSTRUMENTAL LIVE 2014、九州職業能力開発大学校、パーカッションフェスティバル2015 in KyushuなどでイベントMCを務め、すてき通販カタログのスチール撮影に起用された。
エキストラ奏者として九州交響楽団などのコンサートにも出演している。

## 出演作
ドラマ『人生のメソッド』（英進館 編）